# Liste umelektrifizierter Eisenbahnstrecken
Seit Werner von Siemens’ ersten Versuchen mit der Elektrischen Straßenbahn Lichterfelde–Kadettenanstalt gab es verschiedene Versuchssysteme (Gleichstrom, Wechselstrom und Drehstrom) zur Durchführung eines elektrischen Antriebs von Schienenfahrzeugen. Dabei wurden verschiedene Eisenbahnstrecken mit einer Oberleitung oder einer Stromschiene versehen. Die dadurch gewonnenen Erkenntnisse wurden für die Elektrifizierung der Staats- und Privatbahnen genutzt. Eine Umelektrifizierung fand meist im Anschluss an ein benachbartes Stromsystem statt, um reibungslose Übergänge zu garantieren.

## Europa

### Deutschland
| Bahnstrecke                                                                   | Spur- weite mm    | Länge km          | erbaut            | Altes Strom- system        | Jahr              | Neues Strom- system                                                                                 | Jahr              | Bemerkung |                   |                   |                   |
| Baden-Württemberg                                                             | Baden-Württemberg | Baden-Württemberg | Baden-Württemberg | Baden-Württemberg          | Baden-Württemberg | Baden-Württemberg                                                                                   | Baden-Württemberg | Baden-Württemberg                                                                                                   | Baden-Württemberg | Baden-Württemberg | Baden-Württemberg |
| ----------------------------------------------------------------------------- | ----------------- | ----------------- | ----------------- | -------------------------- | ----------------- | --------------------------------------------------------------------------------------------------- | ----------------- | --- | ----------------- | ----------------- | ----------------- |
| Freiburg–Titisee–Seebrugg                                                     | 1435              | 49,1              | 1887              | 20 kV 50 Hz Wechselstrom   | 1934              | 15 kV 16⅔ Hz Wechselstrom                                                                           | 1960              | Höllentalbahn (Schwarzwald)                                                                                         |                   |                   |                   |
| Karlsruhe–Ettlingen Stadt und Ettlingen West–Ettlingen Erbprinz               | 1000              |                   | 1886–97           | 550 V Gleichstrom          | 1898              | 8 kV 25 Hz Wechselstrom, später 8,8 kV 25 Hz, bis 1936 nur 650 V 25 Hz im Stadtgebiet von Karlsruhe | 1911              | 1. Umelektrifikation, Albtalbahn; ab 1954 auf zwei Streckenabschnitten Versuchsbetrieb mit 10 kV 50 Hz Wechselstrom |                   |                   |                   |
| Karlsruhe–Bad Herrenalb/Langensteinbach und Ettlingen West–Ettlingen Erbprinz | 1000/1435         |                   | 1886–99           | 8,8 kV 25 Hz Wechselstrom  | 1911              | 750 V Gleichstrom                                                                                   | 1958–66           | 2. Umelektrifikation, zugleich Umspurung von 1000 mm zu 1435 mm                                                     |                   |                   |                   |
| Pforzheim-Brötzingen–Ittersbach                                               | 1000              | 16,1              | 1900              | 8 kV 25 Hz Wechselstrom    | 1911              | 1200 V Gleichstrom                                                                                  | 1931              | Pforzheimer Kleinbahn; zwischen 1917 und 1931 war die Fahrleitung abgebaut                                          |                   |                   |                   |
| Mannheim–Weinheim–Heidelberg–Mannheim                                         | 1000              |                   | 1887–1929         | 1200 V Gleichstrom         | 1915–1956         | 750 V Gleichstrom                                                                                   | 1974              | Oberrheinische Eisenbahn-Gesellschaft                                                                               |                   |                   |                   |
| Basel–Lörrach–Zell im Wiesental/Bad Säckingen                                 | 1435              |                   | 1862/76/90        | 15 kV 15 Hz Wechselstrom   | 1913              | 15 kV 16⅔ Hz Wechselstrom                                                                           | 1936              | Wiesentalbahn, Wehratalbahn                                                                                         |                   |                   |                   |
| Bayern                                                                        |                   |                   |                   |                            |                   | |                   | |                   |                   |                   |
| Garmisch-Partenkirchen–Mittenwald Grenze                                      | 1435              | 23,0              | 1912              | 15 kV 15 Hz Wechselstrom   | 1913              | 15 kV 16⅔ Hz Wechselstrom                                                                           | 1922              | Relation Innsbruck–Garmisch-Partenkirchen–Reutte                                                                    |                   |                   |                   |
| Garmisch-Partenkirchen–Griesen Grenze                                         | 1435              | 15,2              | 1913              | 15 kV 15 Hz Wechselstrom   | 1913              | 15 kV 16⅔ Hz Wechselstrom                                                                           | 1922              | Relation Innsbruck–Garmisch-Partenkirchen–Reutte                                                                    |                   |                   |                   |
| Murnau–Oberammergau                                                           | 1435              | 23,7              | 1900              | 5500 V 16⅔ Hz Wechselstrom | 1905              | 15 kV 16⅔ Hz Wechselstrom                                                                           | 1955              | Ammergaubahn |                   |                   |                   |
| Lokalbahn Bad Aibling–Feilnbach                                               | 1435              | 12,1              | 1897              | 550 V Gleichstrom          | 1897              | 15 kV 16⅔ Hz Wechselstrom                                                                           | 1959              | |                   |                   |                   |
| München, Isartalbahn                                                          | 1435              |                   | 1891              | 600 V Gleichstrom          | 1900              | 15 kV 16⅔ Hz Wechselstrom                                                                           | 1955–60           | |                   |                   |                   |
| Berchtesgaden–Königssee                                                       | 1435              | 4,3               | 1909              | 1000 V Gleichstrom         | 1909              | 15 kV 16⅔ Hz Wechselstrom                                                                           | 1942              | Königsseebahn |                   |                   |                   |
| Berlin                                                                        |                   |                   |                   |                            |                   | |                   | |                   |                   |                   |
| Schöneweide–Spindlersfeld                                                     | 1435              | 4,1               | 1891              | 6 kV 25 Hz Wechselstrom    | 1903              | 800 V Gleichstrom Stromschiene                                                                      | 1929              | Zweigbahn Schöneweide–Spindlersfeld, 1903–06 Versuchsbetrieb, Wiederelektrifizierung 1929                           |                   |                   |                   |
| Brandenburg                                                                   |                   |                   |                   |                            |                   | |                   | |                   |                   |                   |
| Müncheberg–Buckow                                                             | 1435              | 5,1               | 1897              | 800 V Gleichstrom          | 1930              | 600 V Gleichstrom                                                                                   | 1980              | Buckower Kleinbahn                                                                                                  |                   |                   |                   |
| Velten–Hennigsdorf                                                            | 1435              | 6,0               | 1927              | 800 V Gleichstrom          |                   | 15 kV 16⅔ Hz Wechselstrom                                                                           | 1983              | stillgelegte-s-bahn.de                                                                                              |                   |                   |                   |
| Hamburg                                                                       |                   |                   |                   |                            |                   | |                   | |                   |                   |                   |
| Ohlsdorf–Hamburg Hauptbahnhof–Altona–Blankenese                               | 1435              |                   | 1867–1906         | 6300 V 25 Hz Wechselstrom  | 1907              | 1200 V Gleichstrom Stromschiene                                                                     | 1940              | Hamburg-Altonaer Stadt- und Vorortbahn                                                                              |                   |                   |                   |
| Nordrhein-Westfalen                                                           |                   |                   |                   |                            |                   | |                   | |                   |                   |                   |
| Köln–Wesseling–Bonn                                                           | 1435              |                   | 1905              | 990 V Gleichstrom          | 1905              | 750 V Gleichstrom                                                                                   | 1978              | Rheinuferbahn, Erhöhung der Spannung auf 1200 V in den 1930ern                                                      |                   |                   |                   |
| Köln–Brühl–Bonn                                                               | 1435              |                   | 1897/98           | 1200 V Gleichstrom         | 19                | 750 V Gleichstrom                                                                                   | 1985              | Vorgebirgsbahn |                   |                   |                   |
| Rheinland-Pfalz                                                               |                   |                   |                   |                            |                   | |                   | |                   |                   |                   |
| Bad Dürkheim–Oggersheim                                                       | 1000              | 16,4              | 1913              | 1200 V Gleichstrom         | 1913              | 750 V Gleichstrom                                                                                   | 1965              | Rhein-Haardt-Bahn                                                                                                   |                   |                   |                   |
| Sachsen-Anhalt                                                                |                   |                   |                   |                            |                   | |                   | |                   |                   |                   |
| Dessau–Bitterfeld                                                             | 1435              | 25,5              | 1857              | 5 kV 15 Hz Wechselstrom    | 1911              | 10 kV 15 Hz Wechselstrom                                                                            | 1911              | Trebnitz–Leipzig |                   |                   |                   |

### Österreich
| Bahnstrecke                                         | Spur- weite mm | Länge km | erbaut | Altes Strom- system      | Jahr | Neues Strom- system       | Jahr | Bemerkung |
| --------------------------------------------------- | -------------- | -------- | ------ | ------------------------ | ---- | ------------------------- | ---- | --- |
| Innsbruck Hauptbahnhof–Innsbruck Westbahnhof        | 1435           | 1,8      | 1884   | 15 kV 15 Hz Wechselstrom | 1912 | 15 kV 16⅔ Hz Wechselstrom | 1922 | Relation Innsbruck–Garmisch-Partenkirchen–Reutte                                                                           |
| Innsbruck Westbahnhof–Staatsgrenze nächst Scharnitz | 1435           | 33,2     | 1912   | 15 kV 15 Hz Wechselstrom | 1912 | 15 kV 16⅔ Hz Wechselstrom | 1922 | Relation Innsbruck–Garmisch-Partenkirchen–Reutte                                                                           |
| Staatsgrenze nächst Ehrwald-Zugspitzbahn–Reutte     | 1435           | 30,4     | 1913   | 15 kV 15 Hz Wechselstrom | 1913 | 15 kV 16⅔ Hz Wechselstrom | 1922 | Relation Innsbruck–Garmisch-Partenkirchen–Reutte                                                                           |
| Landesbahn Feldbach–Bad Gleichenberg                | 1435           | 21,2     | 1931   | 1500 V Gleichstrom       | 1931 | 1800 V Gleichstrom        | 1948 | |
| Innsbruck–Fulpmes                                   | 1000           | 18,2     | 1904   | 3 kV 50 Hz Wechselstrom  | 1904 | 850 V Gleichstrom         | 1983 | Stubaitalbahn |
| Bludenz–Schruns                                     | 1435           | 12,8     | 1905   | 650 V Gleichstrom        | 1905 | 720 V Gleichstrom         | 1950 | 1. Umelektrifikation |
| Bludenz–Schruns                                     | 1435           | 12,8     | 1905   | 720 V Gleichstrom        | 1950 | 900 V Gleichstrom         | 1965 | 2. Umelektrifikation |
| Bludenz–Schruns                                     | 1435           | 12,8     | 1905   | 900 V Gleichstrom        | 1965 | 15 kV 16⅔ Hz Wechselstrom | 1972 | 3. Umelektrifikation |
| Lokalbahn Peggau–Übelbach                           | 1435           | 10,1     | 1919   | 2200 V Gleichstrom       | 1919 | 15 kV 16⅔ Hz Wechselstrom | 1968 | |
| Lambach–Neukirchen bei Lambach                      | 1435           | 4,5      | 1860   | 750 V Gleichstrom        | 1933 | 15 kV 16⅔ Hz Wechselstrom | 1949 | Elektrifizierung der Westbahn, aufgrund der gleichführenden Haager Lies in diesem Bereich wurde das Stromsystem umgestellt |

### Schweiz
| Bahnstrecke                                                      | Spur- weite mm             | Länge km                   | erbaut                     | Altes Strom- system          | Jahr                       | Neues Strom- system         | Jahr                       | Bemerkung |                            |                            |                            |
| Romandie und Deutschwallis                                       | Romandie und Deutschwallis | Romandie und Deutschwallis | Romandie und Deutschwallis | Romandie und Deutschwallis   | Romandie und Deutschwallis | Romandie und Deutschwallis  | Romandie und Deutschwallis | Romandie und Deutschwallis | Romandie und Deutschwallis | Romandie und Deutschwallis | Romandie und Deutschwallis |
| ---------------------------------------------------------------- | -------------------------- | -------------------------- | -------------------------- | ---------------------------- | -------------------------- | --------------------------- | -------------------------- | --- | -------------------------- | -------------------------- | -------------------------- |
| Brig–Iselle di Trasquera, Simplontunnel (SBB)                    | 1435                       | 21,7                       | 01.06.1906                 | 3000–3300 V 16⅔ Hz Drehstrom | 1906                       | 15 kV 16⅔ Hz Wechselstrom   | 02.03.1930                 | Versuchsbetrieb BBC, 01.06.1908 Übernahme der Anlage durch SBB                                                                                          |                            |                            |                            |
| Bulle–Broc-Fabrique, Freiburgische Verkehrsbetriebe              | 1000/1435                  | 5,4                        | 29.01.1912–24.06.1912      | 900 V Gleichstrom            | 1912                       | 15 kV 16,7 Hz Wechselstrom  | 11.12.2020                 | gleichzeitig Umstellung von Meter- auf Normalspur |                            |                            |                            |
| La Châtelaine–Genève (SBB)                                       | 1435                       | 3,7                        | 18.03.1858                 | 1500 V Gleichstrom           | 27.09.1956                 | 15 kV 16⅔ Hz Wechselstrom   | 18.05.1986                 | Umstellung eines Gleises der Doppelspur als Verbindung mit Genève Aéroport                                                                              |                            |                            |                            |
| (Bellegarde–) La Plaine–Genève (SBB)                             | 1435                       | 14,5                       | 18.03.1858                 | 1500 V Gleichstrom           | 27.09.1956                 | 25 kV 50 Hz Wechselstrom    | 25.08.2014                 | Umstellung gemeinsam mit dem französischen Streckenabschnitt                                                                                            |                            |                            |                            |
| Martigny-Orsières-Bahn                                           | 1435                       | 19,3                       | 01.09.1910                 | 8000 V 15 Hz Wechselstrom    | 01.09.1910                 | 15 kV 16⅔ Hz Wechselstrom   | 04.03.1949                 | |                            |                            |                            |
| Nyon–La Cure, Chemin de fer Nyon–Saint-Cergue–Morez              | 1000                       | 26,7                       | 1916                       | 2200 V Gleichstrom           | 1916–1917                  | 1500 V Gleichstrom          | 1985                       | |                            |                            |                            |
| Sion–Brig (SBB)                                                  | 1435                       | 53,1                       | 1868–1878                  | 3300 V 16⅔ Hz Drehstrom      | 31.07.1919                 | 15 kV 16⅔ Hz Wechselstrom   | 17.01.1927                 | |                            |                            |                            |
| Vevey–Montreux–Chillon, Strassenbahn                             | 1000                       | 12,9                       | 1888                       | 480–500 V Gleichstrom        | 1888                       | 600 V Gleichstrom           | 1913                       | gleichzeitig Umstellung von zweipoliger Schlitzrohrfahrleitung auf Bügelstromabnehmer-Betrieb                                                           |                            |                            |                            |
| Zermatt–Gornergrat, Gornergratbahn                               | 1000                       | 9,3                        | 20.08.1898                 | 550 V 40 Hz Drehstrom        | 20.08.1898                 | 750 V 50 Hz Drehstrom       | 01.06.1930                 | |                            |                            |                            |
| Zermatt, Riffelalptram                                           | 800                        | 0,7                        | 13.07.1899                 | 500–550 V 40 Hz Drehstrom    | 13.07.1899                 | Akkumulatoren               | 12.06.2001                 | 1961 Stilllegung und 2001 Wiederinbetriebnahme |                            |                            |                            |
| Espace Mittelland und Basel                                      |                            |                            |                            |                              |                            |                             |                            | |                            |                            |                            |
| Basel Heuwaage–Rodersdorf, Birsigtalbahn                         | 1000                       | 16,3                       | 1887–1888                  | 750–940 V Gleichstrom        | 1905–1910                  | 600 V Gleichstrom           | 29.09.1984                 | |                            |                            |                            |
| Bern Burgenziel–Worb Dorf, Vereinigte Bern-Worb-Bahnen           | 1000                       | 8,7                        | 21.10.1898                 | 800 V Gleichstrom            | 21.07.1910                 | 600 V Gleichstrom           | 29.12.1987                 | ursprünglich 550 V Gleichstrom |                            |                            |                            |
| Hasle-Rüegsau–Langnau, Emmentalbahn                              | 1435                       | 14,7                       | 12.05.1881                 | 750 V 40 Hz Drehstrom        | 17.06.1919                 | 15 kV 16⅔ Hz Wechselstrom   | 08.12.1932                 | |                            |                            |                            |
| Burgdorf-Thun-Bahn                                               | 1435                       | 40,8                       | 1881–1899                  | 750 V 40 Hz Drehstrom        | 21.07.1899                 | 15 kV 16⅔ Hz Wechselstrom   | 1932–33                    | |                            |                            |                            |
| Freiburg-Murten-Ins-Bahn                                         | 1435                       | 32,2                       | 1898–1903                  | 750–900 V Gleichstrom        | 23.07.1903                 | 15 kV 16⅔ Hz Wechselstrom   | 12.08.1947                 | Gleichstrombetrieb mit seitlicher Stromschiene |                            |                            |                            |
| Kleine Scheidegg–Jungfraujoch, Jungfraubahn                      | 1000                       | 9,3                        | 1898–1912                  | 650 V 40 Hz Drehstrom        | 1898–1912                  | 650–1125 V 50 Hz Drehstrom  | 03.11.1960                 | ursprünglich mit 500 V 38 Hz Drehstrom angegeben |                            |                            |                            |
| Grossregion Zürich                                               |                            |                            |                            |                              |                            |                             |                            | |                            |                            |                            |
| Zürich HB–Uetliberg, Sihltal-Zürich-Uetliberg-Bahn               | 1435                       | 10,3                       | 12.05.1875–05.05.1990      | 1200 V Gleichstrom           | 2022                       | 15 kV 16,7 Hz Wechselstrom  | zweite Hälfte 2022         | |                            |                            |                            |
| Zürich Seebach–Zürich Affoltern (SBB)                            | 1435                       | 3,0                        | 15.10.1877                 | 15 kV 50 Hz Wechselstrom     | 16.01.1905                 | 15 kV 15 Hz Wechselstrom    | 11.11.1905                 | Versuchsbetrieb MFO |                            |                            |                            |
| Zürich Seebach–Zürich Affoltern–Wettingen (SBB)                  | 1435                       | 19,4                       | 15.10.1877                 | 15 kV 15 Hz Wechselstrom     | 1905–1907                  | 15 kV 16⅔ Hz Wechselstrom   | 13.02.1944                 | Versuchsbetrieb MFO, am 03.07.1909 eingestellt, Anlage abgebaut. 13.02.1944 Wiederelektrifizierung                                                      |                            |                            |                            |
| Ostschweiz                                                       |                            |                            |                            |                              |                            |                             |                            | |                            |                            |                            |
| Chur-Arosa-Bahn, Rhätische Bahn                                  | 1000                       | 25,7                       | 12.12.1914                 | 2200–2400 V Gleichstrom      | 12.12.1914                 | 11 kV 16,7 Hz Wechselstrom  | 29.11.1997                 | |                            |                            |                            |
| Rheinecker Verbindungsbahn                                       | 1435                       | 0,8                        | 02.10.1909                 | 500 V 50 Hz Drehstrom        | 02.10.1909                 | 600 V Gleichstrom           | 01.12.1958                 | gleichzeitig Umspurung auf 1200 mm Spurweite, seither Teil der Bergbahn Rheineck–Walzenhausen                                                           |                            |                            |                            |
| St. Gallen Schülerhaus–Trogen, Appenzeller Bahnen                | 1000                       | 8,0                        | 10.07.1903                 | 750–1000 V Gleichstrom       | 10.07.1903                 | 1500 V Gleichstrom          | 2018                       | Angleichung der Spannung an die benachbarte Strecke St. Gallen–Appenzell mit der Betriebsaufnahme der Durchmesserlinie                                  |                            |                            |                            |
| Zentralschweiz und Aargau                                        |                            |                            |                            |                              |                            |                             |                            | |                            |                            |                            |
| Aarau–Suhr                                                       | 1435                       | 4,2                        | 06.09.1877                 | 15 kV 16⅔ Hz Wechselstrom    | 15.07.1946                 | 750 V Gleichstrom           | 22.11.2010                 | 09.12.2007 Einstellung des Wechselstrombetriebs; Umspurung auf 1000 mm Spurweite, seither Teil der Wynentalbahn                                         |                            |                            |                            |
| Andermatt–Oberalpsee, Furka-Oberalp-Bahn                         | 1000                       | 9,8                        | 04.07.1926                 | 1200 V Gleichstrom           | 05.07.1940                 | 11,5 kV 16⅔ Hz Wechselstrom | 21.10.1940                 | für Materialtransporte bis Ende August 1940 provisorisch mit 1200 V Gleichstrom elektrifiziert                                                          |                            |                            |                            |
| Göschenen–Airolo, Gotthardtunnel (SBB)                           | 1435                       | 15,8                       | 01.01.1882                 | 7,5 kV 16⅔ Hz Wechselstrom   | 13.09.1920                 | 15 kV 16⅔ Hz Wechselstrom   | 29.05.1921                 | Teil der Strecke Göschenen–Castione-Arbedo, Mischbetrieb Dampf-elektrisch                                                                               |                            |                            |                            |
| Emmenbrücke/Beromünster–Beinwil am See–Wildegg, Seetalbahn (SBB) | 1435                       | 4,9                        | 1883–1895                  | 5500 V 25 Hz Wechselstrom    | 1910                       | 15 kV 16⅔ Hz Wechselstrom   | 01.10.1930                 | |                            |                            |                            |
| Göschenen–Andermatt, Schöllenenbahn                              | 1000                       | 3,7                        | 12.07.1917                 | 1200 V Gleichstrom           | 12.07.1917                 | 11,5 kV 16⅔ Hz Wechselstrom | 17.10.1941                 | heute 11 kV 16,7 Hz Wechselstrom |                            |                            |                            |
| Reinach–Menziken                                                 | 1435                       | 1,1                        | 23.12.1887                 | 15 kV 16⅔ Hz Wechselstrom    | 01.10.1930                 | 750 V Gleichstrom           | 15.12.2002                 | ursprünglich 5500 V 25 Hz Wechselstrom, 30.06.2001 Einstellung des Wechselstrombetriebs; Umspurung auf 1000 mm Spurweite, seither Teil der Wynentalbahn |                            |                            |                            |
| Schwyz SBB–Schwyz Postplatz, Schwyzer Strassenbahn               | 1000                       | 1,9                        | 06.10.1900                 | 500 V 40 Hz Drehstrom        | 06.10.1900                 | 1000 V Gleichstrom          | 22.07.1914                 | |                            |                            |                            |
| Stansstad-Engelberg-Bahn                                         | 1000                       | 18,9                       | 05.10.1989                 | 750–850 V 33 Hz Drehstrom    | 05.10.1989                 | 15 kV 16⅔ Hz Wechselstrom   | 19.12.1964                 | 19.12.1960 Einstellung des Drehstrombetriebs; seit 1964 Teil der Luzern-Stans-Engelberg-Bahn                                                            |                            |                            |                            |
| Wohlen-Meisterschwanden-Bahn                                     | 1435                       | 8,2                        | 18.12.1916                 | 1000–1200 V Gleichstrom      | 18.12.1916                 | 15 kV 16⅔ Hz Wechselstrom   | 18.03.1966                 | |                            |                            |                            |
| Tessin                                                           |                            |                            |                            |                              |                            |                             |                            | |                            |                            |                            |
| Göschenen–Castione-Arbedo (SBB)                                  | 1435                       | 76,8                       | 1874–1882                  | 7,5 kV 16⅔ Hz Wechselstrom   | 1920–1921                  | 15 kV 16⅔ Hz Wechselstrom   | 29.05.1921                 | Spannungsverminderung während Mischbetrieb Dampf-elektrisch                                                                                             |                            |                            |                            |
| Lugano, Tramvie elettriche                                       | 1000                       | 6,8                        | 01.06.1896                 | 350–400 V 40 Hz Drehstrom    | 01.06.1896                 | 1000 V Gleichstrom          | 05.09.1910                 | |                            |                            |                            |
| Locarno-Ponte-Brolla-Bignasco-Bahn (LPB)                         | 1000                       | 27,1                       | 02.09.1907                 | 5000 V 20 Hz Wechselstrom    | 02.09.1907                 | 1200 V Gleichstrom          | 27.11.1923                 | Stadtstrecke Locarno Stazione–Locarno S. Antonio 800 V 20 Hz Wechselstrom                                                                               |                            |                            |                            |
| Locarno, Società Tramvie Locarnesi                               | 1000                       | 4,6                        | 03.07.1908                 | 800 V 20 Hz Wechselstrom     | 03.07.1908                 | 1200 V Gleichstrom          | 27.11.1923                 | bereits seit 02.09.1907 Betrieb für (LPB) |                            |                            |                            |

### Frankreich
| Bahnstrecke                                    | Spur- weite mm       | Länge km             | erbaut               | Altes Strom- system                            | Jahr                 | Neues Strom- system                       | Jahr                 | Bemerkung                                                      |                      |                      |                      |
| Auvergne-Rhône-Alpes                           | Auvergne-Rhône-Alpes | Auvergne-Rhône-Alpes | Auvergne-Rhône-Alpes | Auvergne-Rhône-Alpes                           | Auvergne-Rhône-Alpes | Auvergne-Rhône-Alpes                      | Auvergne-Rhône-Alpes | Auvergne-Rhône-Alpes                                           | Auvergne-Rhône-Alpes | Auvergne-Rhône-Alpes | Auvergne-Rhône-Alpes |
| ---------------------------------------------- | -------------------- | -------------------- | -------------------- | ---------------------------------------------- | -------------------- | ----------------------------------------- | -------------------- | -------------------------------------------------------------- | -------------------- | -------------------- | -------------------- |
| Bellegarde–La Plaine (–Genève)                 | 1435                 | 18,9                 | 18.03.1858           | 1500 V Gleichstrom                             | 27.09.1956           | 25 kV 50 Hz Wechselstrom                  | 25.08.2014           | Umstellung gemeinsam mit dem schweizerischen Streckenabschnitt |                      |                      |                      |
| Chambéry–Modane                                | 1435                 | 98,3                 | 1856–71              | 1.500 V Gleichstrom Stromschiene               | 1925                 | 1500 V Gleichstrom Oberleitung            | 1976                 | Mont-Cenis-Bahn                                                |                      |                      |                      |
| La Roche-sur-Foron–Annecy                      | 1435                 | 77,7                 | 1866–1884            | 20 kV Wechselstrom                             | 1950/51              | 25 kV 50 Hz Wechselstrom                  | 1953                 |                                                                |                      |                      |                      |
| Saint-Georges-de-Commiers–La Mure              | 1000                 | 30,1                 | 1888                 | 2× 1.200 V Gleichstrom Oberleitung (zweipolig) | 1906                 | 2400 V Gleichstrom                        | 1950                 | Chemin de fer de La Mure                                       |                      |                      |                      |
| Okzitanien                                     |                      |                      |                      |                                                |                      |                                           |                      |                                                                |                      |                      |                      |
| Bahnstrecke Perpignan–Villefranche-de-Conflent | 1435                 | 45,6                 | 1868–95              | 12 kV 16⅔ Hz Wechselstrom                      | 1912                 | 1500 V Gleichstrom                        | 1984                 |                                                                |                      |                      |                      |
| Bahnstrecke Toulouse–Bayonne                   | 1435                 | 52,4                 | 1866/67              | 12 kV 16⅔ Hz Wechselstrom                      | 1913/14              | 1500 V Gleichstrom                        | 1922/23              | nur Streckenabschnitt Pau-Tarbes-Montréjeau                    |                      |                      |                      |
| andere Regionen                                |                      |                      |                      |                                                |                      |                                           |                      |                                                                |                      |                      |                      |
| Cannes–Grasse                                  | 1435                 | 19,2                 | 1871                 | 12 kV 25 Hz Wechselstrom                       | 1903                 | 25 kV 50 Hz Wechselstrom                  | 2005                 | Schließung der Linie 1938 und Wiedereröffnung 2005             |                      |                      |                      |
| Flüh–Leymen–Rodersdorf                         | 1000                 | 3,8                  | 12.10.1888           | 750–940 V Gleichstrom                          | 01.05.1910           | 600 V Gleichstrom                         | 29.09.1984           | Teil der schweizerischen Strecke Basel–Rodersdorf              |                      |                      |                      |
| Paris-Saint-Lazare–Saint-Germain-en-Laye       | 1435                 | 20,4                 | 1837–47              | 650 V Gleichstrom Stromschiene                 | 1924–27              | 25 kV Wechselstrom und 1500 V Gleichstrom | 1966                 | Wechselstrom bis Nanterre                                      |                      |                      |                      |

### Großbritannien
| Bahnstrecke                                                                                   | Spur- weite mm | Länge km      | erbaut        | Altes Strom- system             | Jahr          | Neues Strom- system                                    | Jahr          | Bemerkung                                                                                            |               |               |               |
| Region London                                                                                 | Region London  | Region London | Region London | Region London                   | Region London | Region London                                          | Region London | Region London                                                                                        | Region London | Region London | Region London |
| --------------------------------------------------------------------------------------------- | -------------- | ------------- | ------------- | ------------------------------- | ------------- | ------------------------------------------------------ | ------------- | --- | ------------- | ------------- | ------------- |
| Bahnhof Liverpool Street–Shenfield                                                            | 1435           |               |               | 1500 V Gleichstrom              | 193_          | 6250 V 50 Hz Wechselstrom und 25 kV 50 Hz Wechselstrom | 1960          | Teil der Great Eastern Main Line, Shenfield Metro, in einigen Abschnitten wurde zu 6250 V gewechselt |               |               |               |
| Shenfield Metro                                                                               | 1435           |               |               | 6250 V 50 Hz Wechselstrom       | 196_          | 25 kV 50 Hz Wechselstrom                               |               | 2. Umelektrifikation                                                                                 |               |               |               |
| London, Tilbury and Southend Railway                                                          | 1435           |               |               | 6250 V 50 Hz Wechselstrom       | 196_          | 25 kV 50 Hz Wechselstrom                               | 198_          | |               |               |               |
| London Bridge–Denmark Hill–Bahnhof Victoria                                                   | 1435           |               |               | 6600 V 25 Hz Wechselstrom       | 1909          | 750 V Gleichstrom Stromschiene                         | 192_          | London, Brighton and South Coast Railway, Übernahme durch London and South Western Railway           |               |               |               |
| Bahnhof Victoria–Balham–Crystal Palace                                                        | 1435           |               |               | 6600 V 25 Hz Wechselstrom       | 1911          | 750 V Gleichstrom Stromschiene                         | 192_          | London, Brighton and South Coast Railway, Übernahme durch London and South Western Railway           |               |               |               |
| Peckham Rye–West Norwood                                                                      | 1435           |               |               | 6600 V 25 Hz Wechselstrom       | 1912          | 750 V Gleichstrom Stromschiene                         | 192_          | London, Brighton and South Coast Railway, Übernahme durch London and South Western Railway           |               |               |               |
| Coulsdon North–Sutton                                                                         | 1435           |               |               | 6600 V 25 Hz Wechselstrom       | 1925          | 750 V Gleichstrom Stromschiene                         | 192_          | London, Brighton and South Coast Railway, Übernahme durch London and South Western Railway           |               |               |               |
| Region Manchester und Nordengland                                                             |                |               |               |                                 |               |                                                        |               | |               |               |               |
| Manchester Victoria–Bury                                                                      | 1435           |               |               | 1200 V Gleichstrom Stromschiene | 1917          | 750 V Gleichstrom Oberleitung                          | 1991          | |               |               |               |
| Bury–Holcombe Brook                                                                           | 1435           |               |               | 3500 V Gleichstrom              | 1913          | 1200 V Gleichstrom Stromschiene                        | 1918          | 1. Umelektrifikation                                                                                 |               |               |               |
| Bury–Holcombe Brook                                                                           | 1435           |               |               | 1200 V Gleichstrom Stromschiene | 1918          | 750 V Gleichstrom Oberleitung                          | 1991          | 2. Umelektrifikation                                                                                 |               |               |               |
| Manchester, South Junction and Altrincham Railway                                             | 1435           |               |               | 1500 V Gleichstrom              | 1931          | 25 kV 50 Hz Wechselstrom                               | 1971          | 1. Umelektrifikation                                                                                 |               |               |               |
| Manchester, South Junction and Altrincham Railway Altrincham -Trafford Bar -Cornbrook viaduct | 1435           |               |               | 25 kV 50 Hz Wechselstrom        | 1971          | 750 V Gleichstrom                                      | 19            | 2. Umelektrifikation aufgrund Einbeziehung in Manchester Metrolink                                   |               |               |               |
| Manchester-Sheffield-Wath electric railway                                                    | 1435           |               |               | 1500 V Gleichstrom              | 1936          | 25 kV 50 Hz Wechselstrom                               | 1984          | |               |               |               |
| Tyneside Electrics                                                                            | 1435           |               |               | 600 V Gleichstrom Stromschiene  | 1904          | 1500 V Gleichstrom                                     |               | Demontage der Stromschiene ab 1963                                                                   |               |               |               |
| Lancaster -Heysham                                                                            | 1435           |               |               | 6600 V 25 Hz                    | 1906          | 6600 V 50 Hz Wechselstrom                              | 1953          | Morecambe Branch Line, elektrifiziert bis 1966                                                       |               |               |               |
| Schottland                                                                                    |                |               |               |                                 |               |                                                        |               | |               |               |               |
| Glasgow Suburban network                                                                      | 1435           |               |               | 6250 V 50 Hz Wechselstrom       | 196_          | 25 kV 50 Hz Wechselstrom                               | 198_          | |               |               |               |

### Italien
| Bahnstrecke                       | Spur- weite mm | Länge km | erbaut  | Altes Strom- system           | Jahr    | Neues Strom- system | Jahr | Bemerkung                      |
| --------------------------------- | -------------- | -------- | ------- | ----------------------------- | ------- | ------------------- | ---- | ------------------------------ |
| Bahnstrecke Roma Flaminio–Viterbo | 1435           | 105      | 1906    | 6500 V 25 Hz Wechselstrom     |         | 3000 V Gleichstrom  |      |                                |
| Ferrovia Trento-Male              | 1000           | 59,5     | 1909    | 800 V Gleichstrom Oberleitung | 1909    | 3000 V Gleichstrom  | 1961 | Ferrovia Trento-Malè-Marilleva |
| Bahnstrecke Modane–Turin          | 1435           |          | 1854–71 | 3600 V 16 ⅔ Hz Drehstrom      | 1912–20 | 3000 V Gleichstrom  | 1961 |                                |
| Brennerbahn                       | 1435           | 73,7     | 1867    | 3600 V 16 ⅔ Hz Drehstrom      | 1928    | 3000 V Gleichstrom  | 1965 | Ferrovia del Brennero          |
| Colico-Chiavenna                  | 1435           | 26,3     | 1886    | 3600 V 16 ⅔ Hz Drehstrom      | 1902    | 3000 V Gleichstrom  | 1952 | Ferrovia della Valtellina      |

### Polen
| Bahnstrecke                                                                   | Spur- weite mm | Länge km | erbaut  | Altes Strom- system       | Jahr    | Neues Strom- system | Jahr | Bemerkung                                  |
| ----------------------------------------------------------------------------- | -------------- | -------- | ------- | ------------------------- | ------- | ------------------- | ---- | ------------------------------------------ |
| Breslau–Waldenburg Wrocław–Wałbrzych                                          | 1435           | 78,9     | 1843    | 15 kV 16⅔ Hz Wechselstrom | 1916–28 | 3000 V Gleichstrom  | 1965 | Demontage der Oberleitung 1945             |
| Waldenburg–Hirschberg–Lauban Wałbrzych–Jelenia Góra–Lubań                     | 1435           | 98,9     | 1865/66 | 15 kV 16⅔ Hz Wechselstrom | 1911    | 3000 V Gleichstrom  | 1966 | Demontage der Oberleitung 1945             |
| Hirschberg–Ober-Schreiberhau Jelenia Góra–Szklarska Poręba                    | 1435           | 28,4     | 1891    | 15 kV 16⅔ Hz Wechselstrom | 1923    | 3000 V Gleichstrom  | 1987 | Demontage der Oberleitung 1945, Zackenbahn |
| Gdynia–Chylonia–Wejherowo Gdingen–Kielau–Neustadt in Westpreußen              | 1435           | 16,6     | 1870    | 800 V Gleichstrom         | 1957    | 3000 V Gleichstrom  | 1969 |                                            |
| Gdańsk Główny–Gdańsk Nowy Port (SKM) Danzig Hauptbahnhof–Danzig Neufahrwasser | 1435           | ~ 7      | 1867    | 800 V Gleichstrom         | 1951    | 3000 V Gleichstrom  | 1973 |                                            |
| Gdańsk Główny–Gdynia Główna (SKM) Danzig Hauptbahnhof–Gdynia Główna           | 1435           | 20,9     | 1952    | 800 V Gleichstrom         | 1952    | 3000 V Gleichstrom  | 1976 |                                            |

### Schweden
| Bahnstrecke                                                        | Spur- weite mm | Länge km | erbaut  | Altes Strom- system        | Jahr | Neues Strom- system        | Jahr | Bemerkung                                                              |
| ------------------------------------------------------------------ | -------------- | -------- | ------- | -------------------------- | ---- | -------------------------- | ---- | ---------------------------------------------------------------------- |
| Klockrike–Borensberg                                               | 891            | 8        | 1906    | 5 kV 25 Hz Wechselstrom    | 1907 | 10 kV 25 Hz Wechselstrom   | 1915 | Mellersta Östergötlands Järnvägar                                      |
| Stockholm–Saltsjöbaden                                             | 1435           | 18,6     | 1893    | 1350 V Gleichstrom         | 1913 | 750 V Gleichstrom          | 1976 | vor 1976 zeitweise Erhöhung auf 1500 V, Saltsjöbanan                   |
| Stockholm–Järfva (heute Ulriksdal) Bahnstrecke Stockholm–Sundsvall | 1435           | 7,1      | 1866–94 | 5…22 kV 25 Hz Wechselstrom | 1906 | 15 kV 16 ⅔ Hz Wechselstrom | 1934 | Versuchsbetrieb, 1907 wurde der elektrische Betrieb wieder eingestellt |
| Tomteboda–Värtan Bahnstrecke Karlberg/Tomteboda–Värtan             | 1435           | 5,5      | 1882    | 5…22 kV 25 Hz Wechselstrom | 1905 | 15 kV 16 ⅔ Hz Wechselstrom | 1939 | Versuchsbetrieb, 1908 wurde der elektrische Betrieb wieder eingestellt |

### Übriges Europa
| Bahnstrecke                                                 | Spur- weite mm | Länge km | erbaut  | Altes Strom- system                          | Jahr      | Neues Strom- system            | Jahr    | Bemerkung                                                                          |         |         |         |
| Belgien                                                     | Belgien        | Belgien  | Belgien | Belgien                                      | Belgien   | Belgien                        | Belgien | Belgien                                                                            | Belgien | Belgien | Belgien |
| ----------------------------------------------------------- | -------------- | -------- | ------- | -------------------------------------------- | --------- | ------------------------------ | ------- | ---------------------------------------------------------------------------------- | ------- | ------- | ------- |
| Namur-Arlon Grenze (-Luxemburg)                             | 1435           | 146,8    | 1858    | 3000 V Gleichstrom                           | 1956      | 25 kV Wechselstrom             | 2022    |                                                                                    |         |         |         |
| Griechenland                                                |                |          |         |                                              |           |                                |         |                                                                                    |         |         |         |
| Athen–Piräus                                                | 1435           | 25,7     | 1869    | 600 V Gleichstrom Stromschiene               | 1904      | 750 V Gleichstrom Stromschiene | 19__    | ISAP (Ilektrikoi Sidirodromoi Athinon–Pireos (Elektrische Eisenbahn Athen–Piräus)) |         |         |         |
| Kroatien                                                    |                |          |         |                                              |           |                                |         |                                                                                    |         |         |         |
| Zagreb Hbf–Hrvatski Leskovac                                | 1435           | 11,7     | 1865    | 3000 V Gleichstrom                           | 1970      | 25 kV 50 Hz Wechselstrom       | 1985    |                                                                                    |         |         |         |
| Hrvatski Leskovac–Moravice                                  | 1435           | 138,1    | 1865    | 3000 V Gleichstrom                           | 1963–1970 | 25 kV 50 Hz Wechselstrom       | 1987    |                                                                                    |         |         |         |
| Moravice–Rijeka                                             | 1435           | 90,0     | 1873    | 3000 V Gleichstrom                           | 1953–1960 | 25 kV 50 Hz Wechselstrom       | 12/2012 |                                                                                    |         |         |         |
| Šapjane–Rijeka                                              | 1435           | 28,6     | 1873    | 3000 V Gleichstrom                           | 1936      | 25 kV 50 Hz Wechselstrom       | 12/2012 |                                                                                    |         |         |         |
| Škrljevo–Bakar                                              | 1435           | 12,5     |         | 3000 V Gleichstrom                           |           | 25 kV 50 Hz Wechselstrom       | 12/2012 |                                                                                    |         |         |         |
| Lettland                                                    |                |          |         |                                              |           |                                |         |                                                                                    |         |         |         |
| Region Riga                                                 | 1520           |          |         | 3000 V Gleichstrom                           |           | 25 kV 50 Hz Wechselstrom       |         | Umelektrifikation geplant                                                          |         |         |         |
| Luxemburg                                                   |                |          |         |                                              |           |                                |         |                                                                                    |         |         |         |
| Luxemburg-Kleinbettingen Grenze                             | 1435           | 18,8     | 1859    | 3000 V Gleichstrom                           | 1956      | 25 kV Wechselstrom             | 2018    |                                                                                    |         |         |         |
| Niederlande                                                 |                |          |         |                                              |           |                                |         |                                                                                    |         |         |         |
| Rotterdam Hofplein–Scheveningen                             | 1435           |          | 1908    | 10 kV 25 Hz Wechselstrom                     | 1907      | 1500 V Gleichstrom             | 1926    | Hofpleinlijn                                                                       |         |         |         |
| Slowakei                                                    |                |          |         |                                              |           |                                |         |                                                                                    |         |         |         |
| nördliche Slowakei                                          | 1435           |          |         | 3000 V Gleichstrom                           |           | 25 kV 50 Hz Wechselstrom       |         | Umelektrifikation geplant                                                          |         |         |         |
| Spanien                                                     |                |          |         |                                              |           |                                |         |                                                                                    |         |         |         |
| Bahnstrecke Almería–Gérgal                                  |                |          | 1890–95 | 5200 V 25 Hz Drehstrom                       | 1911      | 3000 V Gleichstrom             | 1989    |                                                                                    |         |         |         |
| Tschechien                                                  |                |          |         |                                              |           |                                |         |                                                                                    |         |         |         |
| Bahnstrecke Tábor–Bechyně                                   | 1435           | 24,1     | 1903    | 2× 700 V Gleichstrom Oberleitung (zweipolig) | 1903      | 1500 V Gleichstrom             | 1929    |                                                                                    |         |         |         |
| Knoten Prag                                                 | 1435           |          |         | 1500 V Gleichstrom                           | ab 1924   | 3000 V Gleichstrom             | 1962    |                                                                                    |         |         |         |
| Hohenfurther Elektrische Lokalbahn Rybnik–Lipno nad Vltavou | 1435           | 22,2     | 1911    | 1280 V Gleichstrom                           | 1912      | 1500 V Gleichstrom             | 1955    | 1. Umelektrifikation                                                               |         |         |         |
| Rybnik–Lipno nad Vltavou                                    | 1435           | 22,2     | 1911    | 1500 V Gleichstrom                           | 1955      | 25 kV 50 Hz Wechselstrom       | 2003    | 2. Umelektrifikation                                                               |         |         |         |
| Ungarn                                                      |                |          |         |                                              |           |                                |         |                                                                                    |         |         |         |
| Budapest–Hegyeshalom                                        | 1435           | 188      | 185_    | 16 kV 50 Hz Wechselstrom                     | 1932      | 25 kV 50 Hz Wechselstrom       | 19      | Magyar Államvasutak                                                                |         |         |         |

## Amerika

### Argentinien, Kanada
| Bahnstrecke                                                                             | Spur- weite mm | Länge km    | erbaut      | Altes Strom- system            | Jahr        | Neues Strom- system      | Jahr        | Bemerkung                                                                         |             |             |             |
| Argentinien                                                                             | Argentinien    | Argentinien | Argentinien | Argentinien                    | Argentinien | Argentinien              | Argentinien | Argentinien                                                                       | Argentinien | Argentinien | Argentinien |
| --------------------------------------------------------------------------------------- | -------------- | ----------- | ----------- | ------------------------------ | ----------- | ------------------------ | ----------- | --------------------------------------------------------------------------------- | ----------- | ----------- | ----------- |
| Buenos Aires U-Bahn Linie A                                                             | 1435           | 8,5         | 1913        | 1100 V Gleichstrom             | 19__        | 1500 V Gleichstrom       | 2008        | Subterráneo Buenos Aires                                                          |             |             |             |
| Kanada                                                                                  |                |             |             |                                |             |                          |             |                                                                                   |             |             |             |
| Montreal                                                                                | 1435           | 31,1        | 1918        | 3000 V Gleichstrom             | 1918        | 25 kV 60 Hz Wechselstrom | 1995        | Ligne de Deux-Montagnes                                                           |             |             |             |
| Canadian National Railway Strecke: Montreal–Deux Montagnes, Cartierville, Montreal Nord | 1435           | 43,4        |             | 2400 V Gleichstrom-Oberleitung | 1918–46     | 25 kV 60 Hz Wechselstrom | 1995        | heute Betrieb durch die Sociéte de transport de la Communauté urbaine de Montréal |             |             |             |

### USA
| Bahnstrecke | Spur- weite mm | Länge km    | erbaut      | Altes Strom- system            | Jahr        | Neues Strom- system      | Jahr        | Bemerkung                                                                                      |             |             |             |
| Connecticut | Connecticut    | Connecticut | Connecticut | Connecticut                    | Connecticut | Connecticut              | Connecticut | Connecticut                                                                                    | Connecticut | Connecticut | Connecticut |
| --- | -------------- | ----------- | ----------- | ------------------------------ | ----------- | ------------------------ | ----------- | ---------------------------------------------------------------------------------------------- | ----------- | ----------- | ----------- |
| New York, New Haven and Hartford Railroad, Stamford (Connecticut) – New Canaan (Connecticut)                                 | 1435           |             |             | 600 V Gleichstrom              | 1899        | 11 kV 25 Hz Wechselstrom | 1908        | 1. Umelektrifikation                                                                           |             |             |             |
| New York, New Haven and Hartford Railroad, Strecke: Stamford (Connecticut) – New Canaan (Connecticut)                        | 1435           |             |             | 11 kV 25 Hz Wechselstrom       | 1908        | 12 kV 60 Hz Wechselstrom | 1985/86     | 2. Umelektrifikation, heute Betrieb durch die Metro-North Railroad                             |             |             |             |
| Connecticut und New York (Bundesstaat)                                                                                       |                |             |             |                                |             |                          |             |                                                                                                |             |             |             |
| New York, New Haven and Hartford Railroad, Strecke: (New York)-Harlem River–New Haven–Cedar Hill Yard, Woodlawn–New Rochelle | 1435           |             |             | 11 kV 25 Hz Wechselstrom       | 1907–15     | 12 kV 60 Hz Wechselstrom | 1985/86     | heute Betrieb durch die Metro-North Railroad                                                   |             |             |             |
| New York (Bundesstaat) |                |             |             |                                |             |                          |             |                                                                                                |             |             |             |
| New York City, 180 th Straße – Dyre Avenue                                                                                   | 1435           | 7,2         | 1912        | 11 kV 25 Hz Wechselstrom       | 1912        | Stromschiene             | 1941        | New York, Westchester and Boston Railway                                                       |             |             |             |
| New Jersey |                |             |             |                                |             |                          |             |                                                                                                |             |             |             |
| Delaware, Lackawanna and Western Railroad, Strecke: Hoboken-Newark-Gladstone und Dover                                       | 1435           | 1 12,6      |             | 3000 V Gleichstrom             | 1930/31     | 25 kV 60 Hz Wechselstrom | 1984        | heute Betrieb durch die New Jersey Transit                                                     |             |             |             |
| Pennsylvania Railroad, Strecke: New York Pennsylvania Station–Manhattan Transfer                                             | 1435           | 21,6        |             | 675 V Gleichstrom Stromschiene | 1910        | 11 kV 25 Hz Wechselstrom | 1932        | 1932 Umstellung Stromsystem zwischen Manhattan Transfer und Tunnel, heute Betrieb durch Amtrak |             |             |             |
| Washington (Bundesstaat) |                |             |             |                                |             |                          |             |                                                                                                |             |             |             |
| Great Northern Railway, Strecke: Wenatchee–Skykomish                                                                         | 1435           | 117,3       |             | 6600 V 25 Hz Drehstrom         | 1909        | 11 kV 25 Hz Wechselstrom | 1927        | 1927 Umstellung Stromsystem und Verlängerung der elektrifizierten Strecke                      |             |             |             |

## Asien

### Indien
| Bahnstrecke                                            | Spur- weite mm | Länge km | erbaut | Altes Strom- system | Jahr        | Neues Strom- system      | Jahr         | Bemerkung |
| ------------------------------------------------------ | -------------- | -------- | ------ | ------------------- | ----------- | ------------------------ | ------------ | --------- |
| Mumbai                                                 | 1676           |          |        | 1500 V Gleichstrom  | 03-Feb 1925 | 25 kV 50 Hz Wechselstrom | 19           |           |
| Mumbai, Chhatrapati Shivaji Terminus – Kurla           | 1676           |          |        | 1500 V Gleichstrom  | 19          | 25 kV 50 Hz Wechselstrom | 19           |           |
| Mumbai, Chhatrapati Shivaji Terminus – Kalyan-Dombivli | 1676           |          |        | 1500 V Gleichstrom  |             | 25 kV 50 Hz Wechselstrom | 20__         |           |
| Mumbai, Chhatrapati Shivaji Terminus – Panvel          | 1676           |          |        | 1500 V Gleichstrom  |             | 25 kV 50 Hz Wechselstrom | 20__         |           |
| Colaba – Borivali                                      | 1676           |          |        | 1500 V Gleichstrom  | 05-Jan-1928 | 25 kV 50 Hz Wechselstrom | 19           |           |
| Madras Strand – Tambaram                               | 1676           |          |        | 1500 V Gleichstrom  | 11-Mai-1931 | 25 kV 50 Hz Wechselstrom | 1968         |           |
| Colaba – Borivali                                      | 1676           |          |        | 1500 V Gleichstrom  | 05-Jan-1928 | 25 kV 50 Hz Wechselstrom | 19           |           |
| Churchgate – Andheri                                   | 1676           |          |        | 1500 V Gleichstrom  |             | 25 kV 50 Hz Wechselstrom | 05-Feb. 2012 |           |
| Kalkutta                                               | 1676           |          |        | 3000 V Gleichstrom  |             | 25 kV 50 Hz Wechselstrom |              |           |
| Haora – Bardhaman                                      | 1676           |          |        | 3000 V Gleichstrom  | 1958        | 25 kV 50 Hz Wechselstrom | ?            |           |
| Haora – Sheoraphuli                                    | 1676           |          |        | 3000 V Gleichstrom  | 1957        | 25 kV 50 Hz Wechselstrom | ?            |           |